# Instituto de Biología y Medicina Experimental
El Instituto de Biología y Medicina Experimental (IBYME) es un centro de investigación y desarrollo de doble dependencia entre la Universidad de Buenos Aires y el Consejo Nacional de Investigaciones Científicas y Técnicas  (CONICET), ubicado en Buenos Aires, Argentina. Fue fundado el 14 de marzo de 1944 por el Dr. Bernardo Alberto Houssay, quien recibió el Premio Nobel de Fisiología y Medicina en 1947. Es una entidad de bien público cuyo objetivo es propulsar el adelanto de las ciencias biológicas y de la medicina, a través de la investigación y formación de recursos humanos, estrechando vínculos con instituciones nacionales e internacionales que persigan fines análogos. 

## Historia

### Fundación y primeros años (1944-1950)
El Instituto de Biología y Medicina Experimental fue fundado el 14 de marzo de 1944 por el Dr. Bernardo Alberto Houssay. Fueron cofundadores los Dres. Eduardo Braun Menéndez, Oscar Orías, Juan T. Lewis y Virgilio G. Foglia. Su iniciación fue facilitada por la generosa intervención del Dr. Miguel Laphitzondo y otros cuya ayuda pecuniaria en memoria de Juan Sauberán posibilitó el establecimiento del Instituto. Estos mecenas eran descendientes de franceses como Houssay. El Instituto se ubicó en la calle Costa Rica 4185, en el barrio de Palermo.
El profesor Houssay concibió crear un Instituto de investigaciones sin fines de lucro como no había en la Argentina, dedicado al estudio de problemas básicos en medicina y biología. Según sus palabras: "Este Instituto es una de las iniciativas más importantes realizadas en nuestro país, para establecer un centro de investigaciones científicas desinteresadas, de carácter privado e independiente de los recursos y la dirección del gobierno o de sus dependencias ". "Estamos convencidos que este Instituto debe tener vida permanente, para lo cual deberán hallarse recursos y asignarle un personal competente y consagrado".
En octubre de 1947, el Instituto Karolinska de Estocolmo comunicó que otorgaba compartido el Premio Nobel de Fisiología y Medicina a Bernardo Alberto Houssay, por haber descubierto que la anterohipófisis regulaba no sólo el crecimiento sino también el metabolismo de los hidratos de carbono, y a los esposos Carl Ferdinand Cori (1896-1984) y Gerty Theresa Radnitz (1896-1957), por los descubrimientos acerca del metabolismo de la glucosa. 
En 1949, el instituto fue convertido en fundación y como tal reconocido por el Registro Nacional de Entidades de Bien Público.

### Consolidación y nueva sede (1950-1969)
Desde 1950 los miembros del instituto comienzan a reclamar frente a las autoridades para conseguir un nuevo edificio que les permita aumentar sus capacidades para investigar y enseñar. 
El 16 de enero de 1959 falleció Eduardo Braun Menéndez, quien fuera figura fundamental en la vida de la Institución. Su lugar en el colegiado directivo fue ocupado por el Dr. Luis Federico Leloir quien luego obtuviera el Premio Nobel de Química (1970). Ese mismo año el Instituto fue asociado a la Universidad de Buenos Aires y fue trasladado al edificio de Obligado 2490 . Por esta razón las posibilidades de trabajo aumentaron por el mayor número de investigadores, los modernos equipos y el aumento de los ingresos.

### Fallecimiento de Houssay y asociación con CONICET (1970-1989)
En 1971, con el fallecimiento del Dr. Bernardo Houssay, la dirección quedó a cargo del Prof. Dr. Virgilio Foglia, como presidente de la Comisión Administradora que integrara junto con el Dr. Luis F. Leloir y la Dra. Julia V. Uranga. El Instituto estableció entonces asociaciones legales con el CONICET.  
En 1977, el Consejo Superior de la UBA resuelve que el IBYME pasa a depender de la Facultad de Medicina. En febrero de 1983 se inaugura el edificio anexo con nuevos laboratorios en Obligado 2490.  

### Década de 1990
El 15 de julio de 1993 falleció el Dr. Virgilio G. Foglia, último miembro fundador del Instituto de Biología y Medicina Experimental. CONICET designa al Dr. Eduardo H. Charreau como director, quien es acompañado por el Dr. Alejandro F. De Nicola, como vicedirector de la institución. Charreau desarrolló una destacada trayectoria como investigador del instituto creando el grupo de endocrinología molecular en el que se formaron, entre otros, el biotecnólogo Lino Barañao y el inmunólogo Gabriel Ravinovich.
La posibilidad de favorecer la participación institucionalizada del sector científico tecnológico en el asesoramiento al sector productivo de bienes y servicios, sean públicos o privados, en la selección y adaptación de tecnología disponible y en la transferencia de los resultados de la investigación se hizo posible mediante la designación del Instituto como Unidad de Vinculación Tecnológica el 12 de julio de 1993.

### sigloXXI
En 2005 se agregaron 11 nuevos laboratorios en el edificio del instituto, a los que se sumó una remodelación en 2006 para incorporar modernos equipamientos. En 2008 se comenzaron a construir dos nuevos pisos de laboratorios y se amplió el bioterio.
Charreau se mantuvo al frente del IBYME hasta 2010, aunque estuvo de licencia entre 2002 y 2008 al asumir como presidente del CONICET. Durante ese período la administración del instituto estuvo a cargo del Dr.Alejandro F. De Nicola.
Tras la finalización del mandato de Charreau se llamó a concurso abierto en el que fue designada la Dra. Damasia Becu de Villalobos como directora del IBYME, quien es acompañada por Gabriel Rabinovich como vicedirector.
En 2020 es designada como directora la Dra. Victoria Lux.
Actualmente, el IBYME cuenta con un plantel total de 384 miembros incluyendo investigadores, becarios, pasantes y técnicos.

## Objetivos
Los intereses del IBYME pueden agruparse en tres categorías:
- Investigación básica y aplicada en fisiología, bioquímica y biología molecular.
- Entrenamiento de estudiantes de grado y posgrado.
- Organización de cursos de nivel pre- y posgrado.

### Investigación
Históricamente, la investigación se desarrolló en los campos de la endocrinología y la fisiología. A las anteriores se agregan las áreas de investigación actuales comprendiendo a la biología de la reproducción, neurociencia, biotecnología, oncología e inmunología experimental.
Los resultados se publican en revistas científicas de reconocimiento internacional demostrando el nivel de excelencia alcanzado por los grupos de investigación del instituto.

### Docencia
La formación de recursos humanos es uno de los objetivos prioritarios del IBYME. La labor desarrollada por el IByME lo ha posicionado como un centro de excelencia en la formación de recursos humanos en Argentina y en Latinoamérica. En cumplimiento de las líneas prioritarias del Plan Nacional de Ciencia, Tecnología e Innovación productiva, el IBYME prioriza la producción de tesis de licenciatura y de doctorado, y la dirección de becas de grado y posgrado.
El instituto realiza una importante actividad docente reflejada en los numerosos cursos de especialización dirigidos a estudiantes doctorales o posdoctorales, que anualmente se dictan en la institución. Los docentes de estos cursos son en su mayoría investigadores del IBYME, si bien también se cuenta con especialistas de otros centros de investigación que son invitados a participar de la actividad docente. 
El instituto es sede del Comité Argentino del Programa Postdoctoral en el área de Ciencias Biomédicas del Centro Internacional John E. Fogarty de los Institutos Nacionales de la Salud de los Estados Unidos. El Comité se encuentra presidido por el Dr. Eduardo Charreau.

### Intercambio científico y académico
Como centro de referencia a nivel nacional e internacional, el Instituto ha sido pionero en la realización de intercambios científicos y académicos con instituciones similares, entre los que se destacan los siguientes:
- Universidad de Buenos Aires: Facultades de Ciencias Exactas y Naturales, Medicina, Psicología, Ingeniería y Veterinaria.
- Universidad CAECE
- Universidad Favaloro
- Universidad Austral
- Universidad de Belgrano
- Fundación Barceló
- Zoológico de Buenos Aires
- The Lawson Institute London, Canadá
- Universidad Federal de Rio Grande do Sul, Brasil
- Universidad Peruana Cayetano Heredia, Perú
- Universidad Nacional Mayor de San Marcos (UNMSM), Lima, Perú (Programa Latinoamericano de Investigación en Salud Sexual y Reproductiva)

## Laboratorios de investigación
- Patología y Farmacología Molecular (Dr. Alberto Baldi / Dra. Carina Shayo)
- Inmunología de la Reproducción (Dra. Rosa Inés Barañao)
- Regulación Hipofisaria (Dra. Damasia Becu de Villalobos)
- Biología Celular y Molecular de la Reproducción (Dr. Mariano G. Buffone)
- Biotecnología Animal y Fisiología de la Glándula Mamaria (Dr. Leonardo Bussmann)
- Endocrinología Molecular de la Reproducción (Dr. Ricardo S. Calandra)
- Química de Proteoglicanos y Matriz Extracelular (Dr. Juan Carlos Calvo)
- Inmunohematología (Norma Alejandra Chasseing)
- Células Madre (Dra. Norma Alejandra Chasseing / Dr. Juan Carlos Calvo)
- Neurobiología (Dr. Héctor Coirini)
- Mecanismos Moleculares de la Fertilización (Dra. Patricia Sara Cuasnicú)
- Bioquímica Neuroendócrina (Prof. Dr. Alejandro F. De Nicola)
- Oncología Molecular y Nuevos Blancos Terapéuticos (Dra. Adriana De Siervi)
- Fisio-Patología Hormonal (Dra. Graciela Díaz-Torga)
- Mecanismos Moleculares de Carcinogénesis y Endocrinología Molecular (Dra. Patricia Elizalde)
- Transporte Axonal, Neurodesarrollo y Neurodegeneración (Dr. Tomás Falzone)
- Neuro-Inmuno-Endocrinología Testicular (Dra. Mónica Frungieri)
- Receptores Nucleares (Dr. Mario D. Galigniana)
- Desarrollo del Sistema Nervioso (Dr. Diego Matías Gelman)
- Inmuno-Oncología Translacional (Dra. Romina Girotti / Dr. Gabriel Rabinovich)
- Nocicepción y Dolor Neuropático (Dra. Susana González)
- Biotecnología Farmacéutica (Dr. Gustavo Helguera)
- Carcinogénesis Hormonal (Dra. Claudia Lanari)
- Neuroendocrinología (Dr. Carlos Libertun)
- Hormonas y Cáncer (Dra. Isabel Alicia Lüthy)
- Neuroendocrinología (Dra. Victoria A. R. Lux-Lantos)
- Glicómica Funcional y Molecular (Dra. Karina Mariño)
- Fisiopatología endometrial (Dra. Gabriela Meresman)
- Biología del Comportamiento (Dr. Rubén Néstor Muzio)
- Proteínas Quinasas y Cáncer (Dra. Virginia Novaro)
- Estudios de la Fisiopatología del Ovario (Dra. Fernanda Parborell)
- Endocrinología Molecular y Transducción de Señales (Dr. Omar Pedro Pignataro)
- Arquitectura Nuclear (Dra. Graciela Piwien-Pilipuk)
- Inmunopatología (Dr. Gabriel Rabinovich)
- Regulación Hormonal del Tracto Reproductivo Femenino (Dra. Patricia Saragüeta)
- Neurobiología del Envejecimiento (Dra. Flavia Saravia)
- Laboratorio de Fisiología y Biología Tumoral del Ovario (Dra. Marta Tesone)
- Estudios de la Interacción Celular en Reproducción y Cáncer (Dra. Mónica Hebe Vazquez-Levin)
- Fisiopatología de la Inmunidad Innata (Dr. Norberto W. Zwirner)

## Consejo directivo
- Directora: Dra. Victoria Lux
- Vicedirector: Dr. Mariano Buffone
- Representantes de la Carrera del Investigador: Dra. Adriana De Sierv, Dra. Fernanda Parborell
- Representante de la Carrera del Personal de Apoyo a la Investigación: Dr. Pablo Pomata
- Representante de Becarios: Lic. Francisco Raúl Borzone
- Miembros por la Fundación IBYME: Dr. Alejandro De Nicola, Dra. Damasia Becu-Villalobos, Dr. Juan Carlos Calvo